# Konstantinus Africanus
Konstantinus Africanus, född omkring 1020, död omkring 1087, var en medeltida läkare.
Konstantinus Africanus var född i Karthago, efter resor och studier i Orienten var han huvudsakligen verksam i Salerno, och från omkring 1070 bosatt i klostret Monte Cassino, där han översatte arabiska medicinska arbeten till latin och författade egna medicinska skrifter. Den arabiska medicinen fick särskilt genom Konstantinus Africanus skrifter och översättningar mycket stor spridning och betydelse i Västerlandet.